# Катастрофа Ил-14 в Усть-Мае
Катастрофа Ил-14 в Усть-Мае — авиационная катастрофа самолёта Ил-14М, произошедшая в среду 25 февраля 1970 года у аэропорта Усть-Мая, при этом погибли 5 человек.

## Самолёт
Ил-14М с заводским номером 146000937 и серийным 09-37 бы выпущен заводом «Знамя Труда» (Москва) в 1956 году, после чего был передан Главному управлению гражданского воздушного флота. Авиалайнер получил бортовой номер СССР-Л1637 и был сперва направлен во Внуковский авиаотряд Московского территориального управления авиации (МУТА). В 1959 года была проведена перерегистрация, в результате которой бортовой номер сменился на CCCP-61637. С 23 января 1963 года авиалайнер начал эксплуатироваться в Якутском авиаотряде Якутского управления гражданской авиации.

## Экипаж
Экипаж самолёта состоял из 5 человек:
- Командир воздушного судна — Шубин Николай Егорович
- Второй пилот — Анисимов Герман Анисимович
- Бортмеханик — Савин Афанасий Иванович
- Бортрадист — Родионов Виктор Васильевич
- Бортрадист — Филиппов Дмитрий Петрович

## Катастрофа
Экипаж должен был выполнять внерейсовый полёт по перегонке пустого самолёта из Усть-Маи в Якутск. В это время стояла тихая ясная ночь, а видимость достигала 10 километров. В 20:35 экипаж подтвердил получение разрешения на взлёт, однако о взлёте не доложил и на вызовы не отвечал. В результате поисков авиалайнер был найден в 1350 метрах от торца полосы и в 310 метрах  правее продолжения её оси с курсом, обратным посадочному. Едва поднявшись в воздух до высоты 50—100 метров, Ил-14 быстро и с крутым креном развернулся вправо на 180°. Экипаж, вероятно, не смог парировать это отклонением рулей, а потому отключил оба двигателя. Быстро потеряв высоту, самолёт врезался в лес и полностью разрушился. Все находящиеся на борту 5 человек погибли.

## Причины
Истинную причину катастрофы комиссия установить не смогла. Наиболее вероятно, что при взлёте частично самоотвернулась гайка крепления цилиндра правого воздушного винта, в результате чего цилиндр винта сместился вперёд. Это привело к отказу в работе регулятора оборотов, что в свою очередь привело к раскрутке правого двигателя, при этом лопасти его воздушного винта зашли за углы установки ниже минимальных. Когда тяга на правой стороне резко упала, возник дисбаланс сил тяги, который и создал разворачивающий момент.
В дальнейшем, исследование двигателей самолета было проведено в ГосНИИ ГА. Выводы комиссии о предположительном отказе двигателя на взлете в ходе исследований не подтвердились.
В Приказе МГА №029 от 25.05.70 г. указывается, что после взлета командир корабля вместо левого разворота, предусмотренного ИПП на данном аэродроме, выполнил первый разворот вправо, где местность имела превышение. На высоте 40-50 м правой плоскостью самолет столкнулся с деревьями. В момент столкновения самолета с землей шасси, закрылки и фары находились в убранном положении. Материальная часть самолета и двигателей до происшествия была в исправном состоянии.
Основной причиной катастрофы является выполнение первого разворота в сторону превышения местности на высоте, ниже установленной, вследствие допущенных командиром корабля нарушений требований РЛЭ самолета Ил-14, ИПП на а/д Усть-Мая и §322 НПП ГА-66.
Катастрофе способствовало то обстоятельство, что центровка самолёта составляла 9,8 % (требуется уточнение, так как в том же отчёте ранее была указана центровка 10,8 %), то есть выходила за пределы допустимой передней. В критической ситуации такое нарушение значительно осложнило пилотирование. При этом экипаж, в нарушение дисциплины, написал в полётном задании, что центровка самолёта 13,5 %, то есть в пределах допустимого. Обманутый таким образом диспетчер аэропорта Усть-Мая в результате выпустил самолёт, у которого была недопустимая передняя центровка.